# Live Osaka KOO'ON/空音
Live Osaka KOO'ON / 空 音（らいぶおおさかくーおん）は、大阪市西区にあるライブホール。

## 概要
- 2007年秋にオープン。

## 施設概要
- シーティング構成で120席。
- 所在地 大阪府大阪市西区西本町2丁目5番24号昭和ビルディングB1

## 交通
- 最寄駅

大阪市営地下鉄中央線・千日前線 「阿波座駅」1号出口より徒歩2分。
- その他

大阪市営地下鉄中央線・四つ橋線 「本町駅」27号出口より徒歩8分。

大阪市営地下鉄中央線・四つ橋線・御堂筋線 「本町駅」24号出口より徒歩9分。

JR東海道線 「新大阪駅」より車で約20分(6.6km)。